# Lista över hindutempel i Storbritannien
Detta är en lista över hindutempel i Storbritannien, uppdelat på länder och regioner.

## Skottland
- Hindu Temple & Cultural Centre, Edinburgh
- Hindu Temple, Glasgow
- Karuna Bhavan - International society of Krishna Conciouesness(ISKCON), Lesmahagow
- Tayside Hindu Cultural & Community Centre, Dundee
- Hindu Temple , Aberdeen

## Wales
- Life Foundation, Bangor
- Radha Krishna Temple (Govinda's), Swansea
- Subramaniyam Temple, Carmarthen
- Skanda Vale, Carmarthen
- HCA India Centre Temple, Cardiff
- Sanatan Dharma Mandal, Cardiff
- Swaminarayan Temple

## Nordirland
- Govindadwipa (ISKCON), Derrylin
- Laxmi Narayana Mandir, Belfast
- Radha–Madhava Mandir, Belfast

## England

### North East
- Radha Krishna Temple, Middlesbrough
- Sita Rama Temple, Huddersfield

#### Newcastle upon Tyne
- Hindu Temple Newcastle, West Road
- ISKCON Newcastle, Westgate Road

#### Bradford
- Bradford Lakshmi Narayan Hindu Temple
- Hindu Temple & Community Centre
- Jalarama Shakti Mandal
- Leuva Patidar Samaj
- Shree Prajapati Hindu Temple & Community Centre

Huddersfield - Hindu Temple-20 Zetland Street ,HD1 2RA

#### Leeds
- Hindu Temple
- Leeds Hindu Mandir

### North West
- Radha Krishna Temple, Liverpool
- Rama Krishna Temple, Warrington

#### Ashton-under-Lyne
- Rama Temple
- Sanatana Mandir
- Swaminarayana Hindu Mission

#### Bolton
- Krishna Mandir, Bolton
- Shree Kutch Satsang Swaminarayana Temple, Bolton
- Swaminarayana Sidhant Sajivan Mandal, Bolton
- Veda Mandir, Bolton
- BAPS Shri Swaminarayan Centre, Bolton

#### Manchester
- Geeta Bhavan Mandir
- Hare Krishna Centre (ISKCON)
- Radha Krishna Mandir

#### Oldham
- Radha Krishna Temple
- Swaminarayana Temple

#### Preston
- Gujarat Hindu Society, Preston
- Swaminarayana Hindu Mission, Preston
- Telugu Community Temple,Preston-PR1 5LN

### West Midlands
- Durga Bhawan, Bilston
- Durga Bhawan, Smethwick
- Hindu Gujarati Samaj, Nuneaton
- Hindu Samaj Mandal, Darlaston
- Kalyan Mandal, Rugby
- Krishna Mandir, Leamington Spa
- Krishna Temple, West Bromwich
- Maha Shiv Shakti Mandir, Willenhall
- Omkarananda Mission
- Sri Venkateswara (Balaji) Temple

#### Birmingham
- Shree Geeta Bhawan
- ISKCON Birmingham
- Birmingham Pragati Mandal (Shree Krishna Temple)
- Shree Laxmi Narayan Mandir
- Shree Ram Mandir
- BAPS Shri Swaminarayan Mandir

#### Coventry
- Baba Balak Nathji Mandir
- Hindu Temple Society
- Krishna Mandir
- Radha Krishna Cultural Centre
- Sanatan Dharm Hindu Temple
- Swaminarayan Mandir
- iskcon Coventry

#### Dudley
- Krishna Mandir
- Mata Da Mandir
- Shri Venkateswara Temple

#### Walsall
- Mandir Baba Balak Nath
- Rama Mandir

#### Wolverhampton
- Krishna Mandir
- Rama Krishna Temple
- Universal Divine Temple Ek Nivas

### East Midlands
- Hindu Temple Geeta Bhawan, Derby
- Hindu Samaj, Sheffield

#### Loughborough
- Geeta Bhawan, Loughborough
- Rama Krishna Temple

#### Leicester
- Geeta Bhavan, Leicester
- Haveli Shriji Dwar
- Hare Krishna Mandir (ISKCON)
- Hare Krishna Centre For Vedic Studies (ISKCON)
- Hindu Temple & Community Centre
- Jalarama Pratharna Mandal
- Leicestershire Brahma Sama
- Leicester Sri Murugan Temple
- Mandir Baba Balak Nath
- Ram Mandir
- Sanatan Mandir
- Shree Hindu Mandir
- Shree Ram Mandir
- Shree Prajapati Community Centre (Leicester Branch)
- Shree Jalaram Mandir (Shree Jalaram Prarthana Mandal)
- Shri Gita Bhawan
- Shakti Mandir
- Swaminarayan Mandir
- Swaminarayana Temple (ISSO)
- Wanza Community Centre
- iskcon Leicester

#### Nottingham
- Hindu Temple, Nottingham
- ISKCON, Queens Walk Community Centre, Meadows, Nottingham
- Mata Temple, Social Club, Eland Street, Nottingham
- Sai Dham, Nottingham
- Swaminarayan Mandir Nottingham

#### Wellingborough
- Swaminarayan Mandir
- Wellingborough District Hindu Association

### East
- Swaminarayan Mandir, Southend-on-Sea
- iskcon redbridge

### South East
- Ramakrishna Vedanta Centre, Bourne End, Bucks
- Anoopam Mission, Denham (near Uxbridge), Bucks
- Bhaktivedanta Manor, Aldenham (near Watford), Herts
- Gunatit Jyot, Rickmansworth
- Hindu Society of Bedford, Bedford
- Hindu Temple, Slough
- Hindu Temple, Southampton
- Raja Rajeswary Amman Temple, Stoneleigh
- Swaminarayana Temple, Brighton

#### Crawley
- Sanatan Mandir, Crawley
- Sri Swarna Kamadchy Amman

#### London
- Ayyappan Temple UK
- Bhaktivedanta Manor, Watford (International Society of Krishna Counciousness - ISKCON)
- Dharma Bhakti Manor, Stanmore
- Ganapathy Temple, Wimbledon
- Gayatri Temple, West Hendon
- Highgate Hill Murugan Temple, Highgate Hill
- Hindu Centre, Belsize Park
- Hindu Cultural Society, North Finchley
- Hindu Society, Tooting
- Hindu Temple, Finchley
- Holy Mission of Guru Nanak (Sindhi Community House), Cricklewood
- Int. Swaminarayana Satsang Organisation, Streatham
- Int. Swaminarayana Satsang Organisation, Willesden
- Jalaram Mandir, Greenford
- Kali Mata Mandir, Hayes
- Kanaga Thurkkai Amman Temple, West Ealing
- Kutch Satsang Swaminarayana Temple, Harrow
- Krishna Yoga Mandir, Edmonton
- Kutch Satsang Swaminarayana Temple, Forest Gate
- London Sevashrama Sangh, Shepherds Bush
- London Sivan Kovil, Lewisham
- London Sri Murugan Temple, Manor Park
- Sri Mahalakshmi Temple, 272 High Street North, East Ham, London
- Maha Lakshmi Vidya Temple, Forrest Hill
- Murugan Temple, Manor Park
- Muththumari Amman Temple, Tooting
- Nath ji Sanatan Hindu Mandir, Leytonstone
- Radha Krishna Cultural Centre, South Norwood
- Radha Krishna Temple, Balham
- Radha Krishna Temple, Soho
- Radha Krishna Temple, Stratford
- South East Hindu Association, Woolwich
- Sai Baba Temple, Ealing Road, Wembley
- Shiva Temple, Ealing Road, Wembley
- Sri Karpaga Vinayagar Temple, Walthamstow
- Sri Marupuram Maha Pathrakali Amman Kovil, Walthamstow
- BAPS Shri Swaminarayan Mandir London, Neasden
- Sri Vallabh Nidhi Sanatan Hindu Mandir, Wembley
- Swaminarayana Hindu Mission, Upton
- Swaminarayana Mandir, Golders Green
- Swaminarayana Temple, Willesden

##### Edgware
- Eelapatheeswarar Aalayam

##### Ilford
- Durga Mandir, Ilford
- Hindu Centre, Ilford
- Sri Selva Vinayagar Temple,ilford, 299-303 Ley Street,Ilford, Essex, IG1 4BN

##### Plumstead
- Greenwich Hindu Mandir, Plumstead
- Hindu Mandir, Plumstead
- Kutch Satsang Swaminarayana Temple, Plumstead

##### Southall
- Shree Ram Mandir, Southall
- Vishwa Hindu Mandir

##### Wembley
- Eelapatheeswarar Aalayam
- Eeswaran Temple
- London Ganapathy Temple
- Sri Vallabh Nidhi Sanatan Hindu Mandir
- Shakti Mandir

#### Luton
- Sanatan Seva Samaj
- Swaminarayan Mandir

#### Reading
- Reading Hindu Temple

### Sydväst
- Gloucester Hindu Temple, Gloucester
- Hindu Temple, Bristol
- Krishna Mandir, Cheltenham
- Rama Mandir, Peterborough
- Swaminarayan Mandir, Havant